# Sabbia, Vercelli

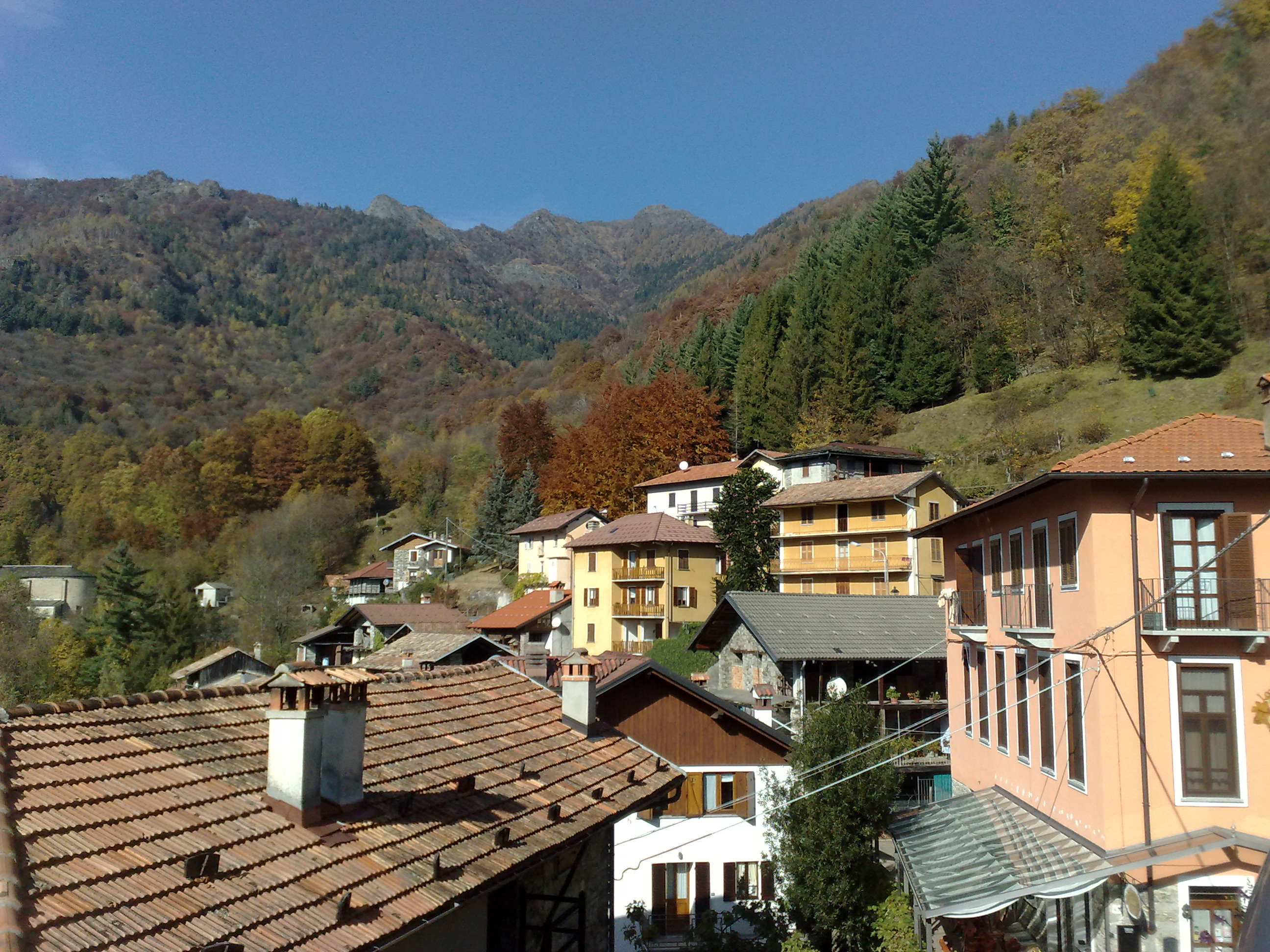
Sabbia, Vercelli

Sabbia là một đô thị ở tỉnh Vercelli trong vùng Piedmont thuộc Ý, có cự ly khoảng 100 km về phía đông bắc của Torino và khoảng 60 km về phia bắc của Vercelli. Tại thời điểm ngày 31 tháng 12 năm 2004, đô thị này có dân số 78 người và diện tích là 14,5 km².
Sabbia giáp các đô thị: Cravagliana, Valstrona, và Varallo Sesia.